# Elis Bakaj
Elis Bakaj (25 de Junho de 1987) é um futebolista albanês que joga atualmente como meio-campo no Dinamo Tirana e na Seleção Albanesa de Futebol .